# Base aèria de Rogatxovo

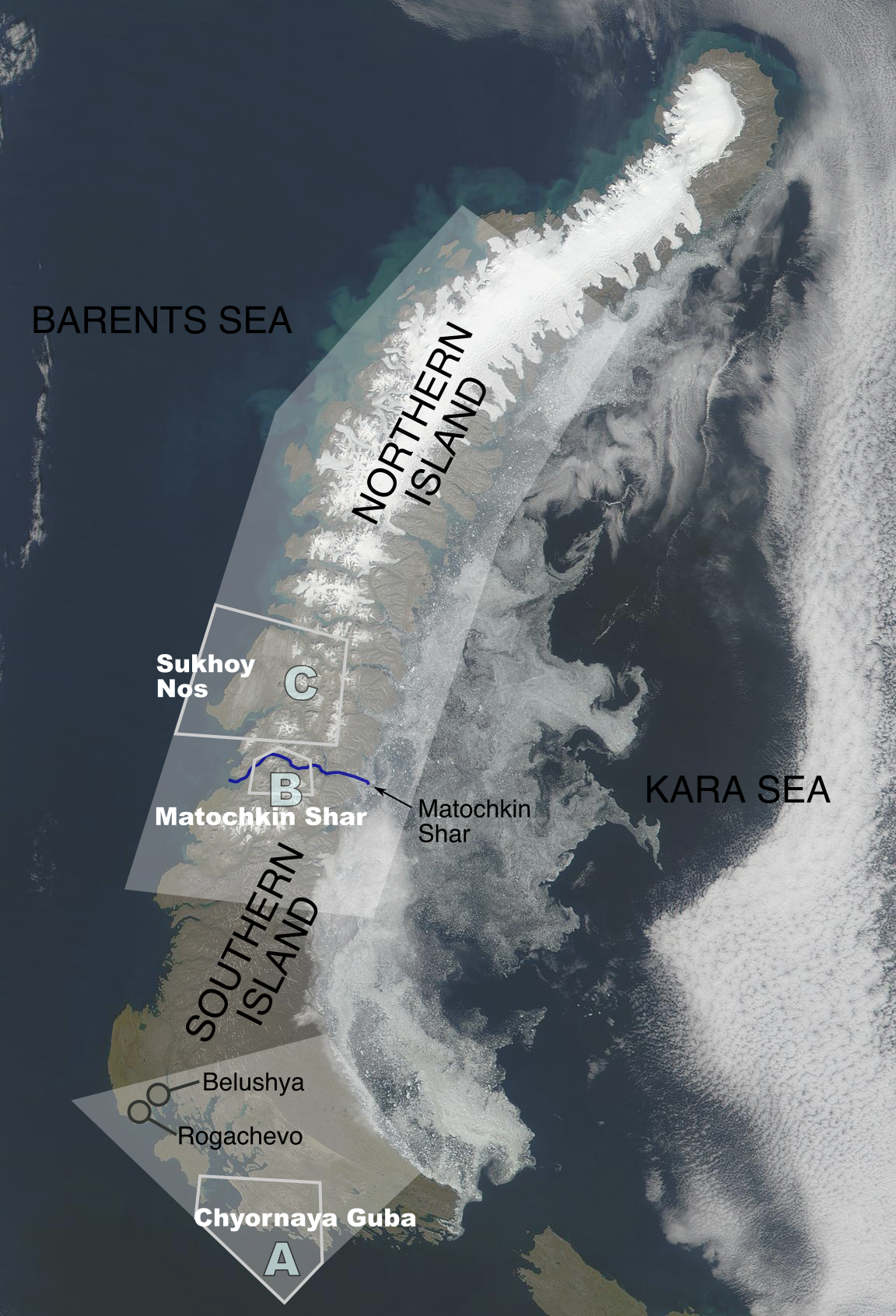
Límits i instal·lacions del Lloc de proves de Nova Zembla.

La Base aèria de Rogatxovo (del rus: Aэродром Рогачёво); ICAO:; IATA:), també coneguda com Amderma-2 (del rus: Амдерма-2) és un aeroport militar situat a la península de la Terra de l'Oca (Gusínaya Zemlyá, en rus: Гусиная Земля, al costat del poble de Rogatxovo i a 9 km al nord-est de la ciutat de Belúshia Gubá, a Nova Zembla, Nenetsia, un districte autònom de l'óblast d'Arkhànguelsk. A prop de l'emplaçament es troba el Lloc de proves de Nova Zembla, instal·lació de proves nuclears de la Unió Soviètica.
El nom "Amderma-2" va ser utilitzat durant el període soviètic a fi de mantenir la confidencialitat del lloc exacte, ja que, en realitat, Rogatxovo es troba a uns 400 km d'Amderma. Per als seus ocupants era simplement "el dos".

## Pista
La base aèria de Rogatxovo està formada per uns pista de formigó en direcció 16/34 de 2.500x40 m. (8.202x131 peus).

## Operacions militars
Al principi va ser utilitzada per a allotjar als bombarders intercontinentals de llarg abast (com a aeròdrom "de salt"). Durant els anys 60 va desenvolupar un paper d'intercepció, amb la finalitat de dificultar les operacions dels SR-71 americans a la regió àrtica.
La primera unitat que va ocupar Rogatxovo va ser la 641 Gv IAP (641è Regiment de Guàrdia d'Aviació d'Intercepció) utilitzant avions Yak-28P (designació OTAN: Firebar) i més tard, en 1985, van rebre 32 avions EL SEU-27 (designació OTAN: Flanker-B). En 1993 la unitat 641 Gv IAP va ser traslladada a la base de Afrikanda, on es va unir al 431 IAP. Durant la dècada dels 70 avions El teu-128 (designació OTAN: Fiddler) van ser destacats amb freqüències des de bases del sud. Durant els anys 90 avions MiG-31 (designació OTAN: Foxhound) van ser destacats ocasionalment en Rogatxovo.
L'aeroport civil més pròxim és l'aeroport de Narian-Mar. Atès que tracta d'una instal·lació compartida civil-militar, actua com a aeroport de suport de Rogatxovo.
Dues vegades per setmana la companyia aèria "Aeroflot-Nord" realitza el vol de passatgers «Arkhànguelsk-Talagi-Rogatxovo-Arkhànguelsk-Talagi» amb un avió Antónov An-24.